# Svjetska prvenstva za žene u velikom rukometu
Svjetska prvenstva za žene u velikom rukometu su se održala tri puta do 2006.: 1949., 1956. i 1960. godine. 
| Godina | Domaćin    | Zlato     | Srebro   | Bronca       |
| ------ | ---------- | --------- | -------- | ------------ |
| 1960.  | Nizozemska | Rumunjska | Austrija | Njemačka     |
| 1956.  | Njemačka   | Rumunjska | Njemačka | Mađarska     |
| 1949.  | Mađarska   | Mađarska  | Austrija | Čehoslovačka |

## Odličja po državama
(po stanju nakon 1960.)
| Država       | Zlato | Srebro | Bronca | Ukupno |
| ------------ | ----- | ------ | ------ | ------ |
| Rumunjska    | 2     | 0      | 0      | 2      |
| Mađarska     | 1     | 0      | 1      | 2      |
| Austrija     | 0     | 2      | 0      | 2      |
| Njemačka     | 0     | 1      | 1      | 2      |
| Čehoslovačka | 0     | 0      | 1      | 1      |